# ジェラルド・マクダーモット
ジェラルド・マクダーモット（Gerald McDermott、1941年1月31日 - 2012年12月26日）はアメリカの絵本作家、イラストレーター、グラフィックデザイナー、映像作家。ミシガン州デトロイトに生まれ、幼少から美術学校で学び、1964年にプラット・インスティテュートを卒業。1960年から1970年代半ばにかけていくつかの短編アニメーション作品を発表し、1970年代前半には公共放送サービスの子供向け教育番組にもいくつかの作品を提供している。
またアニメーション作品とともに絵本を制作し、高い評価を受けている。アフリカ・ガーナのアシャンティ民話を下敷きにした『アナンシと6ぴきのむすこ』 (Anansi the Spider) は1972年にコールデコット賞のオナーブックに選ばれ、プエブロの神話をもとにした代表作『太陽へとぶ矢』 (Arrow to the Sun) で1975年のコールデコット賞を受賞、『レイバン - 光をもたらしたカラス』 (Raven) は1993年のコールデコット賞とボストングローブ・ホーンブック賞でそれぞれオナーブックになった。

## 主な著作
- 太陽へとぶ矢 (Arrow to the Sun)　神宮輝夫訳、ほるぷ出版、1975年。(ISBN 9784593500154)
- オシリスの旅 (The Voyage of Osiris, A Myth of Ancient Egypt)　神宮輝夫訳、ほるぷ出版、1978年。(ISBN 9784593600816)
- アナンシと6ぴきのむすこ (Anansi the Spider)　代田昇訳、ほるぷ出版、1980年。(ISBN 9784593501373)
- いたずらおうむパパガヨ (Papagayo, the Mischief Maker)　辺見まさなお訳、ほるぷ出版、1985年。(ISBN 9784593501946)
- レイバン - 光をもたらしたカラス (Raven, A Trickster Tale from the Pacific Northwest)　晴海耕平訳、童話館、1995年。(ISBN 9784924938250)